# (2957) Tatsuo
(2957) Tatsuo (1934 CB1; 1935 FM; 1937 TM; 1952 OD; 1957 MB; 1958 TM1; 1962 KC; 1978 LO; 1983 LA; A899 JA) ist ein ungefähr 22 Kilometer großer Asteroid des äußeren Hauptgürtels, der am 5. Februar 1934 vom deutschen (damals: NS-Staat) Astronomen Karl Wilhelm Reinmuth an der Landessternwarte Heidelberg-Königstuhl auf dem Westgipfel des Königstuhls bei Heidelberg (IAU-Code 024) entdeckt wurde. Er gehört zur Eos-Familie, einer Gruppe von Asteroiden, die nach (221) Eos benannt ist.

## Benennung
(2957) Tatsuo wurde nach dem japanischen Astronomen Tatsuo Yamada (1923–2009) benannt, der Veränderliche Sterne erforschte. Er war Direktor der Abteilung für Veränderliche Sterne der Oriental Astronomical Association. Die Benennung wurde vom US-amerikanischen Astronomen Toshimasa Furuta vorgeschlagen.